# SynOptics

logo

SynOptics Communications fue una fabricante de equipos Ethernet con base en Santa Clara, California. 
A comienzo de los noventa, SynOptics produjo una serie de productos novedosos entre ellos concentradores de 10BASE2, 10BaseT y 100BaseT con su línea LattisNet. El 6 de julio de 1994 se unió a Wellfleet Communications para formar Bay Networks que a su vez fue adquirida por Nortel en 1998.

## LattisNet
El producto más importante de SynOptics fue LattisNet. Antes de que se formalizara el estándar 10 BaseT existieron diferentes métodos para transportar datos de redes Ethernet por medio de par trenzado a 10 Mbit por segundo. LattisNet es el nombre que aplicó SynOptics a su variante que era muy similar al protocolo final 10Base-T excepto por diferencias de voltaje. Cuando se hizo pública la especificación, Synoptics actualizó sus productos con lo cual se hizo con la mayoría del mercado de 10Base-T.
- Datos: Q7661928